# Cupha cyclotas
Cupha cyclotas is een vlinder uit de familie van de Nymphalidae. De wetenschappelijke naam van de soort is voor het eerst geldig gepubliceerd in 1898 door Henley Grose-Smith.